# Çavuşlu, Derince
Çavuşlu là một xã thuộc huyện Derince, tỉnh Kocaeli, Thổ Nhĩ Kỳ. Dân số thời điểm năm 2010 là 813 người.